# Formiguer caranegre
El formiguer caranegre o formiguera caranegra (Myrmoborus myotherinus) és una espècie d'au passeriforme pertanyent al gènere Myrmoborus de la família Tamnofílids. És nativa d'una àrea àmplia a través de la conca amazònica a Amèrica del Sud.

## Distribució i hàbitat
Es distribueix en una àrea extensa al voltant de 4.800.000 km² en tota la conca amazónica de Bolívia, Brasil, Colòmbia, l'Equador, el Perú i Veneçuela.
Aquesta espècie és bastant comuna en el sotabosc de selves humides de terra ferma, principalment per sota els 700 m d'altitud, i algunes fins als 1.300 m.

## Descripció
Mesura 12-13 cm de llarg i pesa uns 16-22 g. El mascle de la subespècie nominal és de color gris blavós per la part superior, amb les ales i la cua lleugerament més fosques, i la cara, la gola i les puntes de les ales negres. La femella és més tènue, de color marró-oliva en la seva majoria amb la punta de les ales negres i les parts inferiors de color més clar. Les diferents subespècies varien del color fosc dels mascles i els colors i patró de les femelles.

## Comportament

### Alimentació
S'alimenta d'insectes i aranyes, viu en parelles o en petits grups familiars, en general dins de grups d'espècies mixtes. Segueix regularment eixams de formigues guerreres amb la finalitat d'atrapar insectes pertorbats pels eixams, però no és un seguidor obligat de formigues. En els eixams està subordinat als formiguers obligats, però quan aquests no hi són és dominant sobre altres espècies.

### Reproducció
El niu d'aquesta espècie va ser descrit per primera vegada l'any 2003 sobre la base de dos nius oposats al Parc Nacional del Manú, al Perú. Els nius són en forma de forn suspesos entre branques primes. Els nius oposats tenen quatre capes, una capa interna de fibres fines de palma, una capa de fulles seques, una capa estructural composta de tiges de vinyes flexibles i una capa exterior de fulles seques que fa difícil de veure el niu. Un dels nius conté un sol ou, l'altre dos. Els ous són blancs amb una lleugera capa de taques de color porpra. Tots dos pares participen en la incubació i alimentació dels pollets. Quan el niu és amenaçat per depredadors els pares fan una exhibició amb la finalitat de desviar l'atenció lluny del niu.

## Sistemàtica

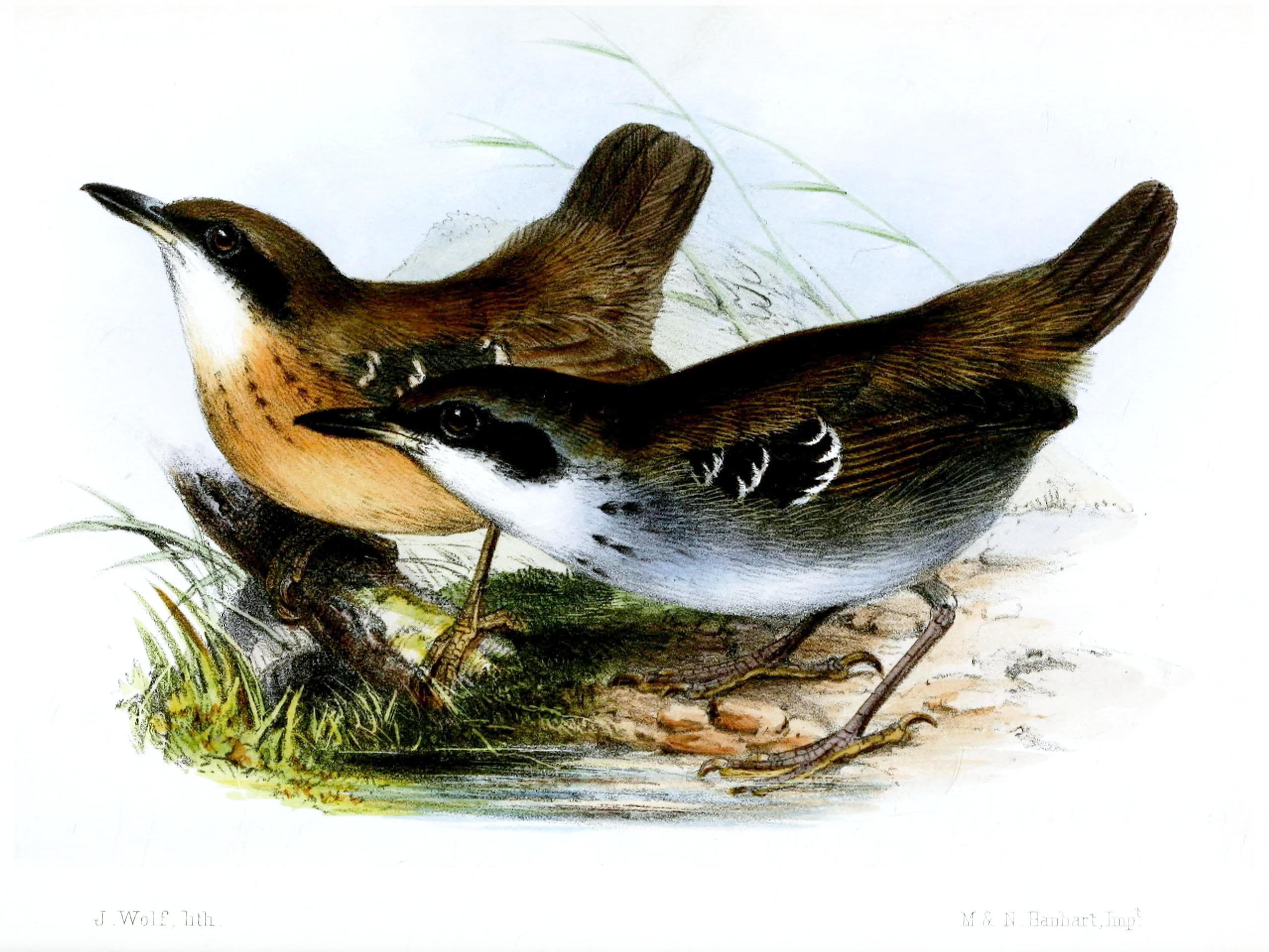
Myrmoborus myotherinus, mascle jove (davant) i femella (enrere); il·lustració de Wolf per Proceedings of the Zoological Society of London, 1854.

### Descripció original
L'espècie M. myotherinus va ser descrita per primera vegada pel naturalista alemany Johann Baptist von Spix l'any 1825 amb el nom científic Thamnophilus myotherinus; localitat tipus «sense localitat = probablement Fonte Boa, Riu Solimõés, Brasil».

### Etimologia
El nom genèric masculí «Myrmoborus» deriva del grec «murmos»: formiga i «borus»: devorar, o sigui «devorador de formigues»; i el nom de l'espècie «myotherinus», prové del grec «muias»: mosca i «thēras»: caçador; o sigui «caçador de mosques».

### Taxonomia
Les subespècies poden constituir més d'una espècie, mentre algunes semblen representar amb prou feines variacions clinals del plomatge. Són necessaris més estudis. Aus de l'est de l'Equador i nord-est de Perú, descrites com la subespècie napensis, sembla que s'integren amb elegans i els seus límits són incerts, per la qual cosa són tractades com sinònims.

### Subespècies
Segons la classificació del Congrés Ornitològic Internacional (IOC) (Versió 7.3, 2017) i Clements Checklist v.2016, es reconeixen set subespècies, amb la seva corresponent distribució geogràfica:

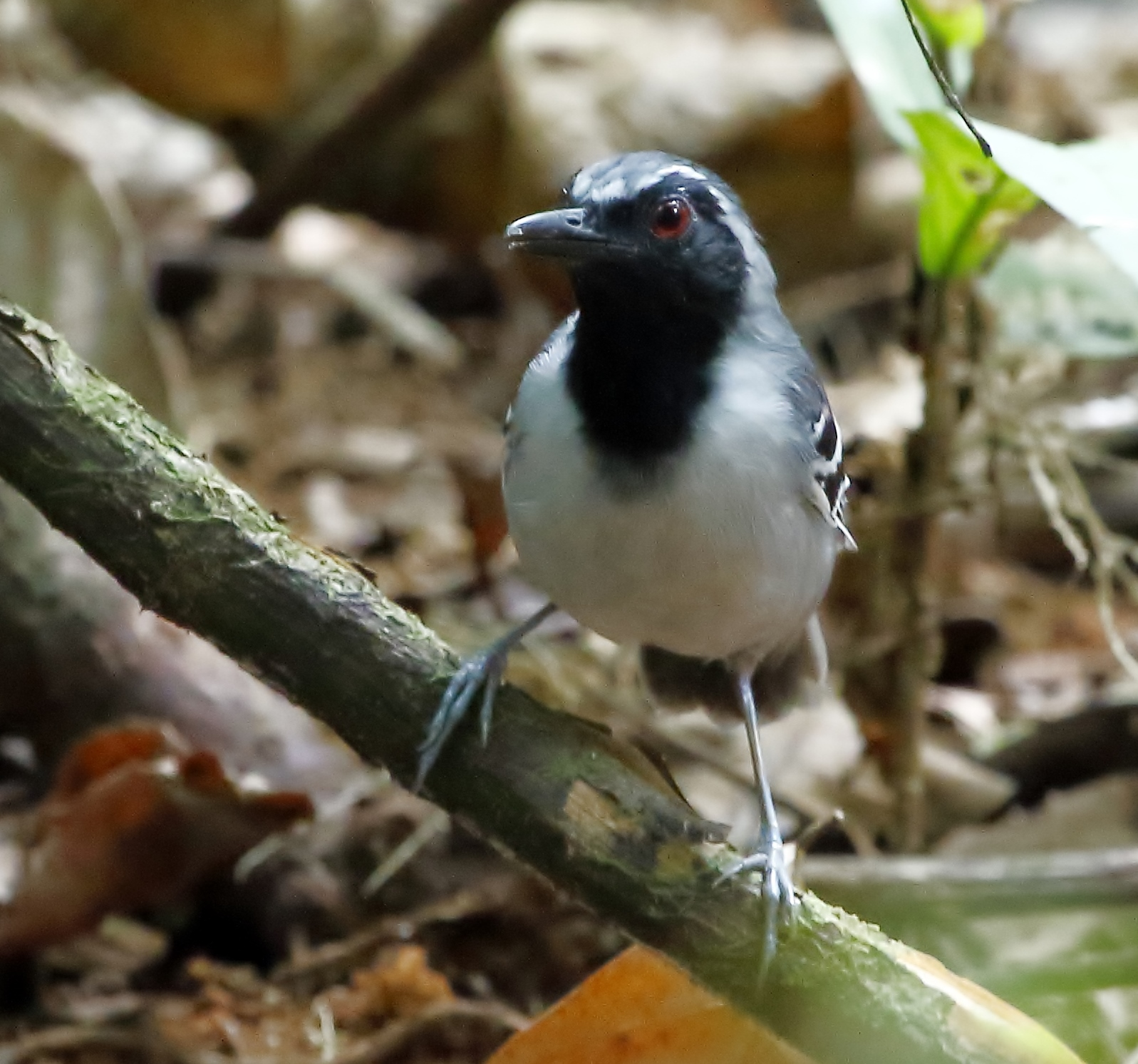
Exemplar mascle de la subespècie M. m. ochrolaemus a Serra dos Carajás, Pará, Brasil.

- Myrmoborus myotherinus elegans (P. L. Sclater, 1857) – sud de Veneçuela (oest de Bolívar, sud d'Amazones), extrem nord-oest de l'Amazònia brasilera (nord de Roraima, nord-oest d'Amazones a la regió de l'alt Rio Negro), i sud-est de Colòmbia (Meta, Vaupés) cap al sud fins al centre de Perú (al nord del Riu Amazones, oest del riu Ucayali).
- Myrmoborus myotherinus myotherinus (Spix, 1825) – extrem oriental de Perú (a l'est del Ucayali), sud-oest de l'Amazònia brasilera (oest d'Amazones, Acre) i nord-oest de Bolívia (Pando al sud fins a La Paz, Cochabamba i centre oest de Santa Cruz).
- Myrmoborus myotherinus incanus, 1929 – nord-oest de l'Amazònia brasilera (marge nord del riu Solimõés entre els riu Japurá i Içá).
- Myrmoborus myotherinus ardesiacus, 1927 – del riu Japurá cap a l'est fins al baix Rio Negro.
- Myrmoborus myotherinus proximus Todd, 1927 – marge sud del riu Amazones entre els rius Purús i Madeira.
- Myrmoborus myotherinus sororius (Hellmayr, 1910) – centro sud de l'Amazònia brasilera (sud-est d'Amazones, Rondônia).
- Myrmoborus myotherinus ochrolaemus (Hellmayr, 1906) – cap a l'est des dels rius Madeira i Roosevelt fins al riu Tocantins i sud de l'illa de Marajó, i cap al sud fins al sud-oest i centre de Mato Grosso.